# 倉庫営業
倉庫営業（そうこえいぎょう）とは、他人のために物品を倉庫に保管する営業をいう（商法第597条）。

## 倉庫営業者の権利義務

### 倉庫営業者の義務
- 保管義務（商法第593条）
- 倉庫証券交付義務（商法第598条・商法第627条）
- 点検・見本摘出・保存行為に協力する義務（商法第616条・商法第627条）
- 損害賠償義務（商法第617条）

### 倉庫営業者の権利
- 寄託物引渡請求権
- 保管料・費用償還請求権（商法第512条・商法第618条）
- 留置権（民法第295条）
- 動産保存の先取特権（民法第320条）
- 競売供託権（商法第624条・商法第524条・商法第627条）